# Raphaël Ier de Constantinople
Raphaël Ier de Constantinople (en grec : Ραφαήλ Α΄) fut patriarche de Constantinople de 1475 à 1476.

## Biographie
Le moine Raphaël était un Serbe qui fut porté au patriarcat début 1475, grâce à l'intercession de Mara Brankovic, la veuve du Sultan Mourad II qui exerçait une certaine influence sur son beau-fils, Mehmed II. Ce dernier voyait en outre dans cette élévation une occasion de diviser les communautés chrétiennes orthodoxes.
La communauté grecque n'avait donc eu aucune part dans son élévation au siège et les principaux métropolites refusèrent de participer à son ordination. Les seuls qui s'y prêtèrent étaient ceux requis par ses protecteurs turcs. Raphaël s'était en effet engagé à verser chaque année, outre les 2 000 florins que le Synode n'avait accepté qu'à contrecœur, un cadeau supplémentaire de 700 florins. À la fin de l'année, les Grecs qui, dans leur ensemble, considéraient ce patriarche comme illégitime, refusent leur contribution. Les autorités ottomanes s'estiment trompées et, début 1476, elles jettent Raphaël, les fers aux pieds, dans une prison où il meurt au début de 1476.